# Lonnie Hammargren
Lonnie Lee Hammargren (* 25. Dezember 1937 in Harris, Chisago County, Minnesota; † 13. Juni 2023) war ein US-amerikanischer Politiker (Republikanische Partei). Zwischen 1995 und 1999 war er Vizegouverneur des Bundesstaates Nevada.

## Werdegang
Lonnie Hammargren studierte Medizin und arbeitete danach bis 2005 in der Neurochirurgie. Zu Beginn seiner Laufbahn war er auch für die NASA als Arzt tätig. Nach einem Vergleich wegen eines ärztlichen Fehlverhaltens erklärte er im Jahr 2009 seinen Verzicht auf die weitere Ausübung seines Berufs. Er behielt aber seine ärztliche Zulassung.
Politisch schloss er sich der Republikanischen Partei an. Zwischen 1988 und 1994 war er Mitglied des Vorstands des Nevada System of Higher Education, das die Universitäten dieses Staates verwaltet. 1994 wurde Hammargren an der Seite von Bob Miller zum Vizegouverneur von Nevada gewählt. Dieses Amt bekleidete er zwischen 1995 und 1999. Dabei war er Stellvertreter des Gouverneurs und Vorsitzender des Staatssenats. Im Jahr 2006 bewarb er sich erfolglos in den Vorwahlen seiner Partei um die Rückkehr in dieses Amt. Später war er Honorarkonsul für Belize.

Lonnie's Castle in Las Vegas, Nevada

Hammargren ist auch bekannt für sein Interesse an der Geschichte seiner Heimat. Sein 1969 gebautes Anwesen Castillo del Sol ist praktisch ein Museum über die Vergangenheit von Las Vegas. Am sogenannten Nevada Day, dem letzten Freitag im Oktober jeden Jahres, veranstaltete er öffentliche Führungen durch sein Haus, in dem viele Relikte und Erinnerungsstücke an vergangene Tage von Las Vegas ausgestellt sind. Ab 2008 fügte er auch Raumfahrtrelikte seiner Sammlung bei. Am 31. März 2007 veranstaltete er eine skurrile Beerdigungszeremonie für sich selbst in seiner Garage. Dort ließ er sich in einer Zeremonie mit Jazzmusik nach New Orleanser Vorbild in einem Sarkophag beisetzen. Nach einer Stunde feierte er dann seine „Auferstehung“. 